# Юмагузіно (Стерлібашевський район)
Юмагу́зіно (рос. Юмагузино, башк. Йомағужа) — присілок у складі Стерлібашевського району Башкортостану, Росія. Входить до складу Куганакбашівської сільської ради.
Населення — 164 особи (2010; 187 в 2002).
Національний склад:
- башкири — 78%

## Видатні уродженці
- Ахметов Абдулла Шангарійович — Герой Радянського Союзу.